# Пальчиков, Евгений Андреевич
Евгений Андреевич Пальчиков (род. 12 октября 1968, Иркутск) — советский и российский легкоатлет, специалист по толканию ядра. Выступал за сборные СССР и России по лёгкой атлетике в 1987—1996 годах, многократный победитель и призёр первенств национального значения, участник ряда крупных международных стартов, в том числе летних Олимпийских игр в Атланте. Представлял Иркутскую область. Мастер спорта России международного класса.

## Биография
Евгений Пальчиков родился 27.04.1968 года в Иркутске.
Заниматься лёгкой атлетикой начал в возрасте 15 лет в 1983 году, тренировался на иркутском стадионе «Труд» вместе со своим старшим братом Игорем, который впоследствии тоже стал достаточно известным спортсменом. Проходил подготовку под руководством заслуженного тренера России Игоря Ивановича Бражника.
Впервые заявил о себе на международной арене в сезоне 1987 года, когда вошёл в состав советской национальной сборной и побывал на юниорском европейском первенстве в Бирмингеме, откуда привёз награду серебряного достоинства, выигранную в толкании ядра — уступил здесь только соотечественнику Петру Погорелому.
В 1991 году выиграл бронзовую медаль на зимнем чемпионате СССР в Волгограде.
В 1992 году одержал победу на зимнем чемпионате России в Волгограде.
В 1993 году взял бронзу на зимнем чемпионате России в Москве, был лучшим на летнем чемпионате России в Москве. На Кубке Европы в Риме стал третьим в личном зачёте толкания ядра и тем самым помог своим соотечественникам выиграть мужской командный зачёт. На чемпионате мира в Штутгарте с результатом 20,05 метра занял в финале четвёртое место.
В феврале 1994 года победил на зимнем чемпионате России в Липецке, в марте стал седьмым на чемпионате Европы в помещении в Париже, а в мае на домашних соревнованиях в Иркутске установил свой личный рекорд на открытом стадионе — 20,94 метра. В июле на летнем чемпионате России в Санкт-Петербурге получил бронзу, показал пятый результат на Играх доброй воли в Санкт-Петербурге.
На зимнем чемпионате России 1995 года в Волгограде превзошёл всех соперников в толкании ядра и завоевал золотую медаль, после чего занял 14-е место на чемпионате мира в помещении в Барселоне. В концовке сезона добавил в послужной список бронзовую награду, полученную на Всемирных военных играх в Риме.
В 1996 году был вторым на зимнем чемпионате России в Москве и первым на летнем чемпионате России в Санкт-Петербурге. Благодаря череде удачных выступлений удостоился права защищать честь страны на летних Олимпийских играх в Атланте — на предварительном квалификационном этапе толкнул ядро на 18,96 метра и в финал не вышел.
После атлантской Олимпиады Пальчиков ещё в течение некоторого времени оставался действующим спортсменом и продолжал принимать участие в различных всероссийских стартах. Так, в 1999 году на зимнем чемпионате России в Москве он выиграл серебряную медаль в толкании ядра, пропустив вперёд только Павла Чумаченко.
За выдающиеся спортивные достижения удостоен почётного звания «Мастер спорта России международного класса».
Окончил Иркутский государственный медицинский университет (1994). По завершении спортивной карьеры проявил себя в медицине, работал хирургом в отделении экстренной хирургии Иркутской областной клинической больницы.
В 2014 году участвовал в эстафете олимпийского огня зимних Олимпийских игр в Сочи.
Его племянница Ольга Житова (Пальчикова) — известная волейболистка, член национальной сборной по волейболу, чемпионка мира 2006 года.